# Primera División de la UAR 1968
El campeonato de Primera División de la UAR de 1968 fue la 70.ª edición del torneo de rugby de la Capital Federal y alrededores bajo el control de la Unión Argentina de Rugby.

## Sistema de disputa
Los 11 equipos se enfrentan entre sí con un formato de todos contra todos a dos ruedas. Una victoria otorga dos puntos, un empate otorga uno y una derrota, ninguno. El equipo con la mayor cantidad de puntos sale campeón.

### Descensos y ascensos
El equipo que quede en el último puesto desciende a la Segunda División. Si hay un empate por puntos, entonces se juega un partido desempate para decidir la última colocación.

### Torneo Extra
Para mantener en actividad a los jugadores que no participaban de los seleccionados durante la Gira de Gales a la Argentina de 1968 entre agosto y septiembre, se organizó un Torneo Extra. Los clubes se dividieron en dos zonas de 5 equipos y en otras dos de 4, donde se jugaban todos contra todos a un partido. Los primeros de cada grupo se clasificaron a una fase final. El ganador de la final fue Deportiva Francesa, imponiéndose ante Belgrano por 26 a 6.

### Cambios de categoría
| Pos. | Descendidos a 2.ª División |
| ---- | -------------------------- |
| 11.º | Gimnasia (BA)              |

| Pos. | Ascendidos de 2.ª División |
| ---- | -------------------------- |
| 1.º  | Obras Sanitarias           |

## Tabla de posiciones
| Pos. | Equipo            | Encuentros | Encuentros | Encuentros | Encuentros | Tantos | Tantos | Tantos | Puntos |
| Pos. | Equipo            | PJ         | PG         | PE         | PP         | F      | C      | Dif    | Puntos |
| ---- | ----------------- | ---------- | ---------- | ---------- | ---------- | ------ | ------ | ------ | ------ |
| 1.º  | Belgrano Athletic | 20         | 16         | 1          | 3          | 271    | 160    | +111   | 33     |
| 1.º  | CUBA              | 20         | 15         | 3          | 2          | 204    | 95     | +109   | 33     |
| 3.º  | CASI              | 20         | 14         | 0          | 6          | 306    | 146    | +160   | 28     |
| 4.º  | Pucará            | 20         | 11         | 0          | 9          | 164    | 184    | -20    | 22     |
| 5.º  | Old Georgian      | 20         | 9          | 2          | 9          | 199    | 144    | +55    | 20     |
| 6.º  | Los Tilos         | 20         | 7          | 3          | 10         | 166    | 166    | 0      | 17     |
| 7.º  | San Fernando      | 20         | 7          | 3          | 10         | 137    | 224    | -87    | 17     |
| 8.º  | SIC               | 20         | 8          | 0          | 12         | 160    | 195    | -35    | 16     |
| 9.º  | Pueyrredón        | 20         | 7          | 1          | 12         | 123    | 172    | -49    | 15     |
| 10.º | San Martín        | 20         | 7          | 1          | 12         | 150    | 222    | -72    | 15     |
| 11.º | Obras Sanitarias  | 20         | 2          | 0          | 18         | 146    | 318    | -172   | 4      |

|  | Campeones.                        |
|  | Descendido a la Segunda División. |

## Campeones
| Belgrano Athletic Campeón 10° título | CUBA Campeón 11° título |

## Giras

### Gales
La selección de Gales jugó seis partidos entre el 7 y el 28 de septiembre. Dos contra la selección mayor y una contra los seleccionados B, C, D, del Interior, y contra Belgrano Athletic que consiguió jugar al terminar primero en el torneo por diferencia de tantos. Los tests entre selecciones mayores terminaron sorprendentemente con una victoria argentina y un empate. En total, Gales ganó tres, empató dos y perdió un partido.
| P# | Fecha            | Local                     | Resultado | Visitante | Estadio |
| -- | ---------------- | ------------------------- | --------- | --------- | ------- |
| 1  | 7 de septiembre  | Belgrano Athletic         | 11–24     | Gales     | GEBA    |
| 2  | 11 de septiembre | Seleccionado del Interior | 3–14      | Gales     | GEBA    |
| 3  | 14 de septiembre | Argentina                 | 9–5       | Gales     | GEBA    |
| 4  | 21 de septiembre | Argentina B               | 8–8       | Gales     | GEBA    |
| 5  | 25 de septiembre | Argentina C               | 6–9       | Gales     | GEBA    |
| 6  | 28 de septiembre | Argentina                 | 9–9       | Gales     | GEBA    |

### Uruguay
| P# | Fecha            | Local       | Resultado | Visitante | Estadio    |
| -- | ---------------- | ----------- | --------- | --------- | ---------- |
| 1  | 29 de septiembre | Argentina B | 26–6      | Uruguay   | San Martín |

### Manhattan RFC (de EEUU)
| P# | Fecha            | Local | Resultado | Visitante     | Estadio    |
| -- | ---------------- | ----- | --------- | ------------- | ---------- |
| 1  | 8 de septiembre  | CUBA  | 18–11     | Manhattan RFC | GEBA       |
| 2  | 10 de septiembre | CASI  | 14–8      | Manhattan RFC | San Isidro |